# Roy Bianco & Die Abbrunzati Boys
Roy Bianco & Die Abbrunzati Boys sont un groupe de schlager allemand, originaire d'Augsbourg et de Munich.

## Biographie
Le groupe incarne un groupe pop italien formé en 1982 à Sirmione par les chanteurs Roy Bianco et Die Abbrunzati Boys et de nouveau ensemble depuis 2016 : la renommée internationale vient pour la première fois avec le prix du meilleur jeune artiste au festival international de schlager de Rio de Janeiro en 1984, qui a succédé au Deutsche Schlager-Festspiele. Au cours de la même période, les deux chanteurs font également connaissance avec les futurs membres de leur groupe de spectacle, avec lesquels Roy Bianco & Die Abbrunzati Boys se produisent traditionnellement en concert. Malgré le succès tout le long des années 1990, son activité se réduit et le groupe se dissout en 1997. Après une pause de près de vingt ans, le retour inattendu est annoncé à l'été 2016.
À ses débuts, le duo s'appelle Roberto Bianco & Die Abbrunzati Boys. Il change de nom en mars 2020 pour ne pas être confondu avec Roberto Blanco. Le nom de Roy Bianco fait référence à Roy Black.
Le groupe se fait connaître par son premier EP Lieder, für immer en 2018. Le groupe est présent en 2018 et 2019 dans plusieurs festivals tels que MS Dockville, Free & Easy Festival, Appletree Garden Festival ou Modular Festival. Il est invité dans l'émission Das schaffst du nie! sur Puls le 18 novembre 2019 alors qu'elle veut avoir le record du monde de l'émission la plus longue avec 72 heures de diffusion sans interruption.
Roy Bianco & Die Abbrunzati Boys signe en 2019 avec RCA Records, un sous-label de Sony Music Entertainment. Le premier album Greatest Hits est enregistré avec le producteur autrichien Zebo Adam à Vienne et Graz et sort le 20 mars 2020. La tournée du même nom à travers l'Allemagne, l'Autriche et la Suisse est reportée en raison de la pandémie de Covid-19.
Le 7 mai 2021, le label musical Electrola, un sous-label d'Universal Music Group, annonce la conclusion d'un contrat.
Le 8 avril 2022, le deuxième album du groupe, également produit et enregistré par Zebo Adam, Mille Grazie paraît. Il est aussitôt numéro un en Allemagne. Le 21 avril 2022, la première tournée à travers l'Allemagne, l'Autriche et la Suisse commence. Mola, Nand et Tropikel Ltd sont les premières parties.

## Discographie
Album
- 2020 : Greatest Hits (Sony Music/RCA Records)
- 2022 : Mille grazie (Electrola)

EP
- 2018 : Lieder, für immer

Singles
- 2018 : Schneeflocken in Calabria
- 2019 : Baci
- 2019 : In Palermo
- 2020 : Alitalia
- 2020 : Maranello
- 2020 : Dolce Vita
- 2020 : Capri '82
- 2021 : Amore Sul Mare
- 2021 : Giro
- 2021 : Vino Bianco (en duo avec Mola)
- 2021 : Quanto Costa
- 2022 : Miami Beach
- 2022 : Bella Napoli
- 2022 : Brennerautobahn

## Source de la traduction
- (de) Cet article est partiellement ou en totalité issu de l’article de Wikipédia en allemand intitulé « Roy Bianco & Die Abbrunzati Boys » (voir la liste des auteurs).

1. ↑  (de) Anna Weiß, « Vergangenheit in Pastell », Süddeutsche Zeitung,‎ 23 mars 2020 (lire en ligne)
2. ↑  (de) « Roy Bianco & Die Abbrunzati Boys »
3. ↑  (de) « Offizielle Deutsche Charts », sur offiziellecharts.de (consulté le 25 avril 2022)